# Mistrzostwa Japonii w Skokach Narciarskich 2016
Mistrzostwa Japonii w skokach narciarskich 2016 – zawody mające na celu wyłonić mistrza kraju, które zostały rozegrane odpowiednio 6 i 13 listopada w Hakubie i Zaō.
6 listopada rozegrano konkursy na dużym obiekcie w Hakubie; wśród mężczyzn podium zajęli Taku Takeuchi, Kento Sakuyama i Noriaki Kasai, natomiast wśród kobiet zwyciężyła Sara Takanashi, z ogromną przewagą nad Yūki Itō oraz Yūką Setō.
Tydzień później rywalizację w krajowym czempionacie przeniesiono na skocznię normalną w Zaō. Konkurs mężczyzn ograniczony do jednej serii z powodu niekorzystnych warunków atmosferycznych, zwyciężył Naoki Nakamura, srebro przypadło Takeuchiemu, zaś najniższy stopień podium zajął Daiki Itō. U kobiet wygrała Yūka Setō, przed Takanashi i Kaori Iwabuchi.

## Wyniki

### Mężczyźni
| Msc. | Zawodnik        | Klub                         | I seria | II seria | Punkty |
| ---- | --------------- | ---------------------------- | ------- | -------- | ------ |
| 1.   | Taku Takeuchi   | Kitano Construction Corp.    | 127,5 m | 132,5 m  | 242,8  |
| 2.   | Kento Sakuyama  | Kitano Construction Corp.    | 130,0 m | 130,0 m  | 239,6  |
| 3.   | Noriaki Kasai   | Tsuchiya Home Ski Team       | 129,5 m | 131,5 m  | 238,0  |
| 4.   | Yūken Iwasa     | Tokyo Biso Kogyo Corporation | 127,5 m | 128,5 m  | 233,7  |
| 5.   | Ryōyū Kobayashi | Tsuchiya Home Ski Team       | 124,5 m | 128,5 m  | 232,7  |
| 6.   | Shō Suzuki      | Sapporo Teine Ski kyokai     | 129,5 m | 132,5 m  | 229,8  |
| 7.   | Daiki Itō       | Megmilk Snow Brand Ski Team  | 118,5 m | 127,5 m  | 228,1  |
| 8.   | Hisaki Nagamine | Meiji University             | 125,0 m | 127,5 m  | 221,7  |
| 9.   | Yukiya Satō     | Megmilk Snow Brand Ski Team  | 126,0 m | 121,0 m  | 215,4  |
| 10.  | Takehiro Nagai  | Morioka City Office          | 117,0 m | 127,0 m  | 211,5  |
| ...  |                 |                              |         |          |        |

| Msc. | Zawodnik       | Klub                          | I seria | Punkty |
| ---- | -------------- | ----------------------------- | ------- | ------ |
| 1.   | Naoki Nakamura | Uniwersytet Tōkai             | 98,0 m  | 118,0  |
| 2.   | Taku Takeuchi  | Kitano Construction Corp.     | 97,0 m  | 117,0  |
| 3.   | Daiki Itō      | Megmilk Snow Brand Ski Team   | 94,0 m  | 111,0  |
| 4.   | Yukiya Satō    | Megmilk Snow Brand Ski Team   | 93,0 m  | 108,5  |
| 5.   | Kento Sakuyama | Kitano Construction Corp.     | 92,5 m  | 107,0  |
| 6.   | Kenshirō Itō   | Megmilk Snow Brand Ski Team   | 92,0 m  | 106,0  |
| 7.   | Shō Suzuki     | Sapporo Teine Ski kyokai      | 92,0 m  | 105,5  |
| 8.   | Yūken Iwasa    | Tokyo Biso Kogyo Corporation  | 90,0 m  | 102,0  |
| 9.   | Tarō Yamakawa  | Tokai Univ.Daiyon High School | 90,0 m  | 101,0  |
| 10.  | Makkusu Koga   | Uniwersytet Tōkai             | 89,0 m  | 99,0   |
| ...  |                |                               |         |        |

### Kobiety
| Msc. | Zawodniczka     | Klub                               | I seria | II seria | Punkty |
| ---- | --------------- | ---------------------------------- | ------- | -------- | ------ |
| 1.   | Sara Takanashi  | Kuraray                            | 130,0 m | 125,5 m  | 255,1  |
| 2.   | Yūki Itō        | Tsuchiya Home Ski Team             | 110,5 m | 89,5 m   | 139,6  |
| 3.   | Yūka Setō       | Hokkaido High-Tech Athlete Club    | 90,5 m  | 107,0 m  | 130,7  |
| 4.   | Yūka Kobayashi  | Uniwersytet Waseda                 | 112,5 m | 84,5 m   | 114,3  |
| 5.   | Kaori Iwabuchi  | Kitano Construction Corp. Ski Club | 89,0 m  | 91,0 m   | 89,3   |
| 6.   | Misaki Shigeno  | CHINTAI Ski Club                   | 77,0 m  | 88,5 m   | 61,3   |
| 7.   | Haruka Iwasa    | Nihon University                   | 86,0 m  | 76,0 m   | 47,0   |
| 8.   | Aki Matsuhashi  | Uniwersytet Tōkai                  | 75,0 m  | 75,5 m   | 37,6   |
| 9.   | Nozomi Maruyama | Meiji University                   | 80,0 m  | 78,0 m   | 36,5   |
| 10.  | Kaede Narita    | Nihon University                   | 72,5 m  | 74,5 m   | 34,9   |
| ...  |                 |                                    |         |          |        |

| Msc. | Zawodniczka     | Klub                                 | I seria | II seria | Punkty |
| ---- | --------------- | ------------------------------------ | ------- | -------- | ------ |
| 1.   | Yūka Setō       | Hokkaido High-Tech Athlete Club      | 90,5 m  | 85,0 m   | 189,5  |
| 2.   | Sara Takanashi  | Kuraray                              | 89,5 m  | 81,5 m   | 181,5  |
| 3.   | Kaori Iwabuchi  | Kitano Construction Corp. Ski Club   | 79,0 m  | 76,5 m   | 146,5  |
| 4.   | Yūka Kobayashi  | Uniwersytet Waseda                   | 73,0 m  | 74,0 m   | 127,5  |
| 5.   | Misaki Shigeno  | CHINTAI Ski Club                     | 73,5 m  | 70,0 m   | 121,5  |
| 6.   | Nozomi Maruyama | Meiji University                     | 68,0 m  | 68,5 m   | 108,0  |
| 7.   | Haruka Iwasa    | Nihon University                     | 70,5 m  | 68,5 m   | 107,0  |
| 8.   | Natsuka Sawaya  | Hokkaido Hatakeyama Gym              | 75,0 m  | 60,0 m   | 100,5  |
| 9.   | Kaede Narita    | Nihon University                     | 68,0 m  | 67,0 m   | 100,0  |
| 10.  | Shihori Ōi      | Sapporo Nihon University High School | 69,0 m  | 64,5 m   | 98,0   |
| ...  |                 |                                      |         |          |        |